# Tomoyuki Matsushita
Tomoyuki Matsushita, född 1 augusti 2005, är en japansk simmare.

## Karriär
Matsushita har tagit ett guld och ett silver vid juniorvärldsmästerskapen. Vid OS 2024 tog han silver på 400 meter medley.